# Potvrzení příjmu (počítačové sítě)
Potvrzení příjmu (anglicky acknowledgement nebo acknowledgment) je signál předávaný mezi komunikujícími procesy nebo počítači v počítačových sítích podle pravidel daných použitým komunikačním protokolem pro zajištění zpětné vazby s automatickým opakováním (anglicky Automatic Repeat reQuest, ARQ). Přijímající strana kladným potvrzením indikuje, že přijala data bezchybně; vysílající strana pak při přijetí kladného potvrzení může uvolnit vyrovnávací paměť, jejíž obsah musela udržovat pro případ, že by se odeslaná data na cestě k přijímači ztratila nebo poškodila a bylo by nutné je poslat znovu.
Aby se zamezilo chybám způsobeným ztrátou nebo zdvojením potvrzení, jsou obvykle datové rámce číslovány a potvrzení obsahuje číslo přijatého rámce. V případě protokolu TCP se však číslují jednotlivé byty (oktety) dat. Protokol TCP indikuje přítomnost potvrzení nastavením příznaku ACK, a čísluje nejen data přenášená datovými pakety v průběhu spojení, ale i příznak SYN nebo FIN používané pro zahájení nebo ukončení spojení.

## Piggybacking
Potvrzení příjmu se mohou zasílat buď v samostatných rámcích. Pokud se přenášejí uživatelská data v obou směrech, mohou se potvrzení přidávat do rámců, kterými jsou přenášena data v opačném směru. Druhá možnost se anglicky označuje termínem piggybacking.